# Bulvar Rokosszovszkovo metróállomás
A Bulvar Rokosszovszkovo ( oroszul: Бульва́р Рокоссо́вского, magyarul: Rokosszovszkovo körút), régebben Ulica Podbelszkovo (oroszul: У́лица Подбе́льского, magyarul Podbelszkij utca), egy állomás a moszkvai metróban, Moszkva Bogorodszkoje kerületében, a Keleti  közigazgatási körzetben. Szokolnyicseszkaja vonal egyik végállomása. 1990-ben nyitották meg.

## Történelme

### Neve
Az állomás eredeti neve Ulica Podbelszkovo volt, Vagyim Podbelszkij bolsevik forradalmárról elnevezett utca után. Ugyan az utca nevét 1991-ben, a Szovjetunió összeomlása után megváltoztatták Ivatyejevszkaja utcára, az állomás neve 2014-ig ez maradt. 2014. április 10-én a Moszkvai Nevek Tanácsa javasolta, hogy az állomás új neve "Marsala Rokosszovszkovo utca" legyen, a közelben lévő Rokosszovszkovo körút miatt, amit Konsztantyin Rokosszovszkijról neveztek el. Emiatt július 8-ától Rokosszovszkovo körút az állomás neve.

## Díszítése
Egy alacsony oszlopos, háromboltozatos állomás. Nyina Aljosina és Natalja Szamojlova tervezte. Belsejében fehér márvánnyal borított vasbeton oszlopok vannak, a falakon pedig eloxált alumíniumból készült geometriai alakzatok szerepelnek. Kettő, kinézetre azonos lejáraton lehet az állomásra jutni, az Otkritoje sugárútról.

## Fordítás
- Ez a szócikk részben vagy egészben  a   Bulvar Rokossovskovo című angol Wikipédia-szócikk fordításán alapul.  Az eredeti cikk szerkesztőit annak laptörténete sorolja fel. Ez a jelzés csupán a megfogalmazás eredetét és a szerzői jogokat jelzi, nem szolgál a cikkben szereplő információk forrásmegjelöléseként.